# Parco della Preistoria di Rivolta d'Adda

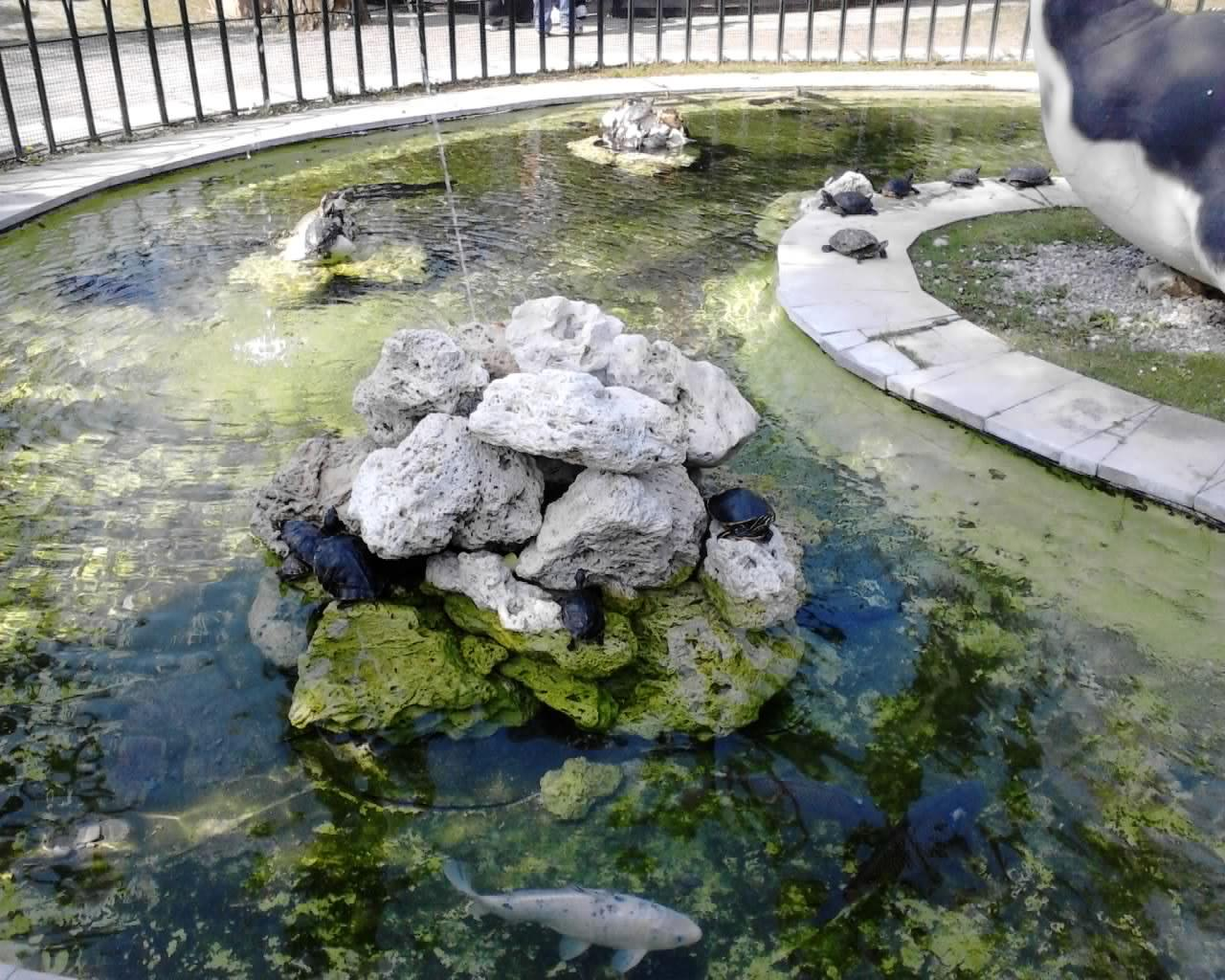
Fonte com tartarugas e carpas na entrada do parque.

Parco della Preistoria di Rivolta d'Adda (Parque da Pré-história de Rivolta d'Adda) é um parque natural italiano de mais 100 hectares de madeira secular, situado em arredores da cidade da comuna de Rivolta d'Adda, província de Cremona, localizado a cerca de 20 quilômetros a leste de Milão. O parque é adjacente ao homônimo rio Adda e caracterizou por 30 reconstruções de animais pré-históricos (homens pré-históricos inclusivos), sobre cem animais selvagens em semi-liberdade, um itinerário botânico com plantas sinalizadas, ambientes naturais (como: um pântano, relvas, lagos, etc.), áreas de reggeds de piquenique, bar, jogando parques, um labirinto, mostra fósseis, etc., o desde o princípio um curso sombreado. O acesso para o parque é exclusivamente o pedestre mas é permitido o acesso por bicicletas e cachorros também providos de correia. O parque é reconhecido por vário nacional e pessoa jurídica local também que testemunham a validez da estrutura como guia para a educação ambiental, não só para crianças mas para adultos também.

## História do parque
Os primeiros trabalhos de realização do parque sobem novamente 1976 de março que durou dois anos. De 1976 a 1978, além dos trabalhos de realização, iserite eram o prehistorical reconstruções animais, cientificamente percebe com atenção, no fim que parecia verdadeiros animais. Na realidade, era possível criar estas reconstruções que começam dos fósseis de esqueletos recuperado em vários locais internacionais em qual foi estudado bem e analisou os detalhes, como os muscularidade, as partes carnudas e as peles; em deste modo, era possível perceber alguns modelos em miniatura, seguido por reconstruções em fibra de vidro, todo para grandeza natural, da mesma maneira que estes animais milhão de anos atrás se apareceu. As outras amplificações mais significantes foram:
- 1978 de setembro: abrindo e inauguração do parque;
- 1982: inauguração dos exposiçãos fósseis e mineral;
- 1988: inserção de novas visitas capacidade melhoria estruturas;
- 2000: inserção de novas reconstruções de pré-históricos animais;
- 2009: inauguração do museu paleontológica;
- 2013: inserção do Saltriosaurus;
- 2016: inserção do Ticinosuchus e do Titanosaurus;
- 2017: inserção do Smilodon;
- 2019: inserção do Diplodocus.

## Botânica

### Flora do parque
Ao longo a ribeira esquerda do rio Adda, o parque oferece a possibilidade de conhecer a vegetação de parciais formações arborizadas, como o norte da Itália florestas estiveram sujeitas, durante muitos séculos, para as várias atividades de agricultura, recuperações e desmatamentos. Nesta linha do rio é, na realidade, possível achar as últimas bainhas da primordial floresta, caracterizadas por folhas decíduas. A madeira do parque entretém, também, tipos entremeados lenhosos, como: álamos, olmos, robinia, etc. Até mesmo se o parque sofre a infiltração de outros tipos selvagens (como violetas, primulas, pilriteiros , etc.) e dos cultivos ancestrais, seu mato é valioso.

### Madeira
A madeira do parque é uma mistura de latifolhas decíduas. A estrutura de floresta é dividida em três camadas: arbóreo, arbustivo, gramíneo. O arbóreo é constituído de plantas a talo alto (em cima do 15 m de altura mediana). A folhagem de árvores desta camada dá um raramente cobertura contínua, dando a impressão de uma floresta aberta. A camada arbustivo é caracterizada através de plantas a altura variada (de 1 a 7 m). A camada gramínea é constituída através de vário tipo entre qual também escalando tipo, como a hera.

### O pântano
Na parte terminal do curso, há um pântano, conseqüente do próximo lago de los garças (lago degli aironi). É caracterizado por uma ampla curva, evoluiu pelo tempo com a separação do lago citado (meandro). Também aqui está possível admirar a vegetação nos lados, caracterizado de: salgueiros e larixos; o resto é vegetação aquática, caracterizada de: ninféias, nuphar, etc.; nas partes barrentas é notado: tifas e canas pantanosas . O resto da vegetação, apresente no centro do pântano, é constituído de: plantas submersas, semicried  planta, canas , etc.

## Zoologia

### Fauna do parque
O parque entretém um grande ecossistema de animais interativos com o ambiente físico. No parque estão presentes pequenos  mamíferos, como: lebres (aquele ao vivo no mato), esquilos, rato rurals, arganazes, etc. È também possível, mas não sempre, avistar alguns carnívoros, como: raposas, taxas, cacheados, verrugas, etc. Muito freqüente e facilmente a celebridade no parque é, obviamente, os insetos, como: borboletas, vespões, poxvirus, joaninhas, mosquitos, bichos , vespas, abelhas, formigas, etc. há também a presença de anfíbios, como: rãs, sapos, salamandras, etc. Entre os répteis estão presentes: lagartos, ramarros, cobras de água (inofensivo), etc.; a presença de víboras nunca foi sinalizada. Tudo que estes tipos animais vivem em liberdade. No parque também é tipo presente em semiliberty, que dizer que em amplos documentos anexos, como: corços, burros, cavalos, cabras, ovelhas, gamos, papagaios, pavões, etc.

## Reconstruções
São listadas as trinta reconstruções dos tipos com base na ordem de aparição ao longo do curso em lista.
- Ticinosuchus;
- Titanosaurus;
- Pterygotus;
- Coccosteus e Cephalaspis;
- Eryops;
- Dimetrodon;
- Moschops;
- Inostrancevia e Scutosaurus;
- Plesiosaurus;
- Stegosaurus;
- Scolosaurus;
- Brontosaurus;
- Triceratops;
- Styracosaurus;
- Gallimimus;
- Iguanodon;
- Saltriosaurus;
- Edmontosaurus;
- Allosaurus;
- Tyrannosaurus rex;
- Velociraptor;
- Tarbosaurus;
- Proconsul;
- Australopithecus;
- Homem de Cro-Magnon;
- Gastornis;
- Smilodon;
- Platybelodon e Machairodus;
- Pteranodon;
- Urso-das-cavernas;
- Mammuth;
- Homem de Neanderthal;
- Diplodocus.